# Chiropteromyzini
Tribu
Chiropteromyzini est une tribu de diptères au sein de la famille des Heleomyzidae.

## Liste des genres
Selon BioLib (6 mai 2019) :
- genre Chiropteromyza Frey, 1952
- genre Neossos Malloch, 1927